# Henry Cisneros
Pour les articles homonymes, voir Cisneros.
Henry Cisneros, né le 11 juin 1947 à San Antonio (Texas), est un homme politique américain. Membre du Parti démocrate, il est maire de San Antonio entre 1981 et 1989 puis secrétaire au Logement et au Développement urbain entre 1993 et 1997 dans l'administration du président Bill Clinton.

## Biographie
Il rejoint en 2019 un lobby pro-israélien constitué par des personnalités du Parti démocrate.